# サントリー黒烏龍茶
サントリー黒烏龍茶（サントリーくろうーろんちゃ）は、烏龍茶を原料とする特定保健用食品で、
2006年（平成18年）5月16日から販売している。
サントリーが2009年（平成21年）4月1日のサントリーホールディングスへの移行するのに伴って、食品事業を展開する「サントリー食品」に移管され、サントリーフーズによる販売へ移行した。
プレスリリースなどでは、特定保健用食品として許可された商品名の黒烏龍茶OTPPと表記されることもある。

## 概説
サントリー（現・サントリー酒類）が特定保健用食品として開発、
2006年（平成18年）5月16日から発売を開始した。
茶葉の半発酵過程に生成されるウーロン茶ポリフェノールの一成分「ウーロンホモビスフラバンB」を含むポリフェノールの集合体「ウーロン茶重合ポリフェノール」（Oolong Tea Polymerized Polyphenols; OTPP。サントリーによる造語）を多く含んでいる。
その作用により、腸管からの脂肪吸収を抑え、食後の中性脂肪の上昇を抑えると共に、脂肪の排泄も約2倍に増加することなど効果を売りにしている。
食事の際に摂取目安量の350ml飲むことで効果がみられると宣伝されている。
OTPPは色の濃い成分であり、通常のサントリーウーロン茶に比べ本品にOTTPが多く含まれることにより色が濃いことから「黒烏龍茶」の名が採用された。味は、普通の烏龍茶と大差はないが、やや濃厚である。

## 表示許可
食事から摂取した脂肪の吸収を抑えて排出を増加させるので、食後の血中中性脂肪の上昇を抑えるとともに、体に脂肪がつきにくいのが特徴です。脂肪の多い食事を摂りがちな方、血中中性脂肪が高めの方、体脂肪が気になる方の食生活改善に役立ちます。

## 種類
特定保健用食品として許可されているのは黒烏龍茶OTPP、黒烏龍茶 香るジャスミンの2種で、以下のラインアップで販売されている。
2015年3月17日に「黒烏龍茶OTPP」について製品リニューアルを行い、苦渋を抑えてさわやかな飲み口にするとともにラベルデザインを更新。350mlペットボトルにはスリムな形状のボトルを採用した(自動販売機など一部販売チャンネルでは従来形状のボトルとなる)。
- サントリー黒烏龍茶 350mlペットボトル（2006年（平成18年）5月16日発売）・1000mlペットボトル（2007年（平成19年）2月発売[9]）・1500mlペットボトル（2013年6月発売）
- サントリーホット黒烏龍茶 350mlペットボトル（2007年10月発売）
- サントリー黒烏龍茶 香るジャスミン 350mlペットボトル（2013年5月発売）

## CM
発売当初から2009年までの3年にわたって、架空の中国企業「黒烏龍茶公司」の会長と社長という設定の中年男性2人を中心に、脂っこいご馳走の供に黒烏龍茶を飲むCMシリーズが展開された。同シリーズでは中川俊郎作曲のオリジナル曲「黒烏龍茶の歌」が使用された。2010年にサモ・ハン・キンポー出演のシリーズに変更。黒烏龍茶公司のシリーズからこのシリーズまでは風間杜夫がナレーターを務めた。
さらに2011年からは、藤子不二雄Ⓐの漫画『笑ゥせぇるすまん』の主人公・喪黒福造をメインキャラクターに、漫画化された芸能人が本人役で登場するシリーズが放映された。アニメ版の『笑ゥせぇるすまん』をベースにしたものではなく、原作漫画の様式を生かしてアニメーション化したものであり、CM中のセリフや効果音の多くがふきだしや描き文字で表現された。ただし喪黒福造の声はアニメ版と同じく大平透が務めた。このシリーズ中のキャッチコピー「脂肪にドーン!」がこれだけ飲めば問題ないと偏った食生活を助長するものとして、消費者庁からの2012年3月25日付の文書で改善を求められた。
2013年9月から生瀬勝久・田口浩正・塚地武雅が演じるサラリーマントリオの新シリーズがスタート。同シリーズの楽曲には再び「黒烏龍茶の歌」が使用されている。
2015年3月から製品リニューアルに合わせてミランダ・カーが出演するシリーズがスタート。楽曲は和田アキ子の「古い日記」の替え歌をMayuという女性シンガーが歌唱。
2018年2月から「黒 LOVES BURGER」をキャッチフレーズに中条あやみが出演するシリーズがスタート。ハンバーガーマンとのダンスを披露し、ファーストフードとの相性のよさをPRしている。

### CMキャラクター
以下のシリーズ名はサントリーが公式に命名したものではなく、本節における区分として使用するものである。
「黒烏龍茶公司」シリーズ（2006年 - 2009年）
- フー・ロンファ - 黒烏龍茶公司会長役
- チェン・ジンフィ - 黒烏龍茶公司社長役

「サモ・ハン」シリーズ（2010年）
- サモ・ハン・キンポー

「喪黒福造」シリーズ（2011年 - 2013年8月）
- 喪黒福造（声：大平透） - メインキャラクター
  - 榊原郁恵
  - 高橋英樹
  - 彦摩呂
  - 山崎弘也（アンタッチャブル）
  - アントニオ猪木
  - 哀川翔
  - 加山雄三

「お肉巡り珍道中」シリーズ（2013年9月 - 2015年2月）
- 生瀬勝久
- 田口浩正
- 塚地武雅
- 松崎しげる
- 山崎紘菜

「新型 黒烏龍茶」シリーズ(2015年3月 - 2017年)
- ミランダ・カー

「黒 LOVES BURGER」シリーズ（2018年）
- 中条あやみ

「糖避けて、脂避けない」篇（2020年2月 - ）
- 玉山鉄二
- 黒島結菜

## サントリー「黒烏龍茶」事件
サントリーは2007年に商品名「黒烏龍茶」の商品を販売した2社に対して不正競争行為差止等請求の訴訟を提起した。損害賠償について一部認められたが、差し止め請求は棄却された。